# Lycoderes fuscus
Lycoderes fuscus är en insektsart som beskrevs av Charles Jean-Baptiste Amyot och Jean Guillaume Audinet Serville 1843. Lycoderes fuscus ingår i släktet Lycoderes och familjen hornstritar. Inga underarter finns listade i Catalogue of Life.